# Rifat Maratowitsch Schemaletdinow
Rifat Maratowitsch Schemaletdinow (russisch Рифат Маратович Жемалетдинов; * 20. September 1996 in Moskau) ist ein russischer Fußballspieler.

## Karriere

### Verein
Schemaletdinow begann seine Karriere bei Lokomotive Moskau. Im September 2015 stand er im Cup gegen Torpedo Armawir erstmals im Profikader von Lok. Sein Debüt für die Profis gab er im Februar 2016 in der UEFA Europa League gegen Fenerbahçe Istanbul. Im April 2016 debütierte er schließlich auch in der Premjer-Liga, als er am 26. Spieltag der Saison 2015/16 gegen Spartak Moskau in der 76. Minute für Alan Kassajew eingewechselt wurde. Bis Saisonende kam er zu fünf Einsätzen in der höchsten russischen Spielklasse, in denen er zwei Tore erzielte.
Zur Saison 2016/17 wechselte er zum Ligakonkurrenten Rubin Kasan. In seiner ersten Spielzeit bei den Tataren kam er zu 23 Einsätzen in der Premjer-Liga, in denen er allerdings ohne Torerfolg blieb. In der Saison 2017/18 kam er zu 21 Einsätzen und erzielte zwei Tore. Zur Saison 2018/19 kehrte Schemaletdinow zu Lok Moskau zurück. In der ersten Saison nach seiner Rückkehr absolvierte der Offensivspieler 13 Spiele in der Premjer-Liga. In der Saison 2019/20 kam er 23 Mal zum Einsatz für die Moskauer. In der Saison 2020/21 absolvierte er 22 Partien. In der Saison 2021/22 kam er auf 24 Einsätzen und erzielte dabei neun Tore. In der Saison 2022/23 verpasste er den kompletten Herbst verletzt und kam anschließend im Frühjahr elfmal zum Zug. In der Saison 2023/24 absolvierte er 20 Partien.
Zur Saison 2024/25 wechselte Schemaletdinow nach sechs Jahren bei Lok innerhalb Moskaus zu ZSKA.

### Nationalmannschaft
Schemaletdinow spielte ab 2011 für russische Jugendnationalteams. Mit der U-17-Auswahl nahm er 2013 an der EM teil. Er kam in allen fünf Partien seines Landes zum Einsatz, mit den Russen gewann er das Turnier auch und qualifizierte sich so für die WM im selben Jahr. Für diese wurde er ebenfalls nominiert, bei der WM kam er in drei von vier Spielen zum Einsatz. Russland schied im Achtelfinale aus. Mit der U-19-Mannschaft qualifizierte er sich 2015 auch für die EM. Bei der U-19-EM kam er zu vier Einsätzen, die Russen unterlagen erst im Finale Spanien.
Zwischen September 2016 und November 2017 absolvierte er elf Spiele für das U-21-Team. Im März 2021 debütierte er im A-Nationalteam, als er in der WM-Qualifikation gegen Malta in der 57. Minute für Alexei Ionow eingewechselt wurde. Zur Fußball-Europameisterschaft 2021 wurde er in den Kader Russlands berufen, kam aber mit diesem nicht über die Gruppenphase hinaus.